# Der große Schlaf
Der große Schlaf (engl. Originaltitel: The Big Sleep), im deutschsprachigen Raum zunächst auch als Der tiefe Schlaf (1950) veröffentlicht, ist ein 1939 erschienener Kriminalroman von Raymond Chandler, mit dem erstmals die Figur des Detektivs Philip Marlowe eingeführt wird. Die Romanhandlung ist komplex – zahlreiche der Romanfiguren spielen ein Doppelspiel, und die Beziehungen der Figuren zueinander und ihre jeweiligen Geheimnisse offenbaren sich erst allmählich im Verlauf der Handlung. Der Roman, der in Los Angeles spielt, wurde zwei Mal verfilmt; 1946 spielte Humphrey Bogart in Tote schlafen fest und 1978 Robert Mitchum in Tote schlafen besser jeweils den Philip Marlowe.
Der Roman gilt heute als ein Klassiker der Literaturgeschichte des 20. Jahrhunderts: Die französische Zeitung Le Monde wählte ihn 1999 zu den 100 prägenden Romanen des 20. Jahrhunderts und das US-amerikanische Magazin Time wählte ihn zu den besten englischsprachigen Romanen, die zwischen 1923 – dem Gründungsjahr von Time – und 2005 erschienen sind.

## Handlung
Privatdetektiv Philip Marlowe wird zum Haus des alten, wohlhabenden und kränklichen General Sternwood gerufen. Er möchte, dass Marlowe einem Erpressungsversuch nachgeht: Ein Buchhändler namens Arthur Geiger versucht von Sternwoods jüngerer Tochter Carmen Geld zu erhalten. Es ist nicht der erste Erpressungsversuch – Carmen ist zuvor bereits von einem Joe Brody erpresst worden. Sternwood erwähnt während der Unterhaltung mit Marlowe, dass seine ältere Tochter Vivian mit einem Rusty Regan verheiratet ist, der verschwunden ist. Auch wenn die Heirat zwischen Vivian und Regan sich schon nach einem Monat Ehe als unglückliche Verbindung erwies, vermisst Sternwood seinen Schwiegersohn, der ihm häufig Gesellschaft geleistet hat. Als Marlowe das Haus des Generals verlässt, begegnet ihm Vivian, die von ihm vergeblich zu erfahren versucht, ob ihr Vater ihn mit der Suche nach Rusty beauftragt hat.
Marlowe beobachtet Geigers Buchladen und lernt dort Agnes kennen, die sich um die Kunden kümmert. Es wird ihm sehr schnell klar, dass es sich bei der Buchhandlung um eine illegale Leihbücherei für pornographische Werke handelt. Er folgt Geiger nach Hause. Während er das Haus beobachtet, sieht er, wie Carmen Sternwood Geiger aufsucht. Wenig später hört er einen Schrei, gefolgt von Pistolenschüssen, und sieht wenig später zwei Wagen kurz nacheinander wegfahren. Er dringt in das Haus ein, wo er Geiger erschossen vorfindet. Die offensichtlich unter Drogen stehende Carmen posiert nackt in einem Sessel vor einer Kamera, in der sich keine Fotoplatte mehr befindet.
Marlowe bringt Carmen nach Hause. Als er zu Geigers Haus zurückkehrt, ist die Leiche verschwunden, und er verlässt schnell den Tatort, weil er vermutet, dass bald die Polizei auftauchen wird. Am nächsten Tag wird er zur Polizei gerufen, die ihm mitteilt, dass man Sternwoods Wagen im Hafen gefunden habe. Der Chauffeur der Sternwoods sitzt tot hinter dem Steuer. Es scheint, als sei der Chauffeur niedergeschlagen worden, bevor der Wagen ins Wasser fiel. Auch die Polizei will wissen, ob Marlowe damit beauftragt wurde, nach Regan zu suchen. 

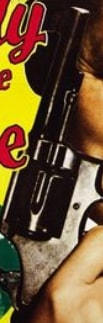
Marlowes Pistole in einem Plakat von Metro-Goldwyn-Mayer

Marlowe beginnt den Buchladen zu überwachen und bemerkt, dass die pornographischen Bücher gerade verpackt und zu Joe Brodys Haus gebracht werden. Vivian sucht wenig später Marlowe in seinem Büro auf, um ihm mitzuteilen, dass es einen weiteren Erpressungsversuch gibt: Carmen soll Geld zahlen, um die Nacktfotos der letzten Nacht zurückzuerhalten. Vivian berichtet auch, dass sie regelmäßig in Eddie Marsʼ Spielcasino spiele, und erwähnt nebenbei, dass Eddies Frau Mona mit Rusty Regan durchgebrannt sei. Marlowe fährt zu Geigers Haus und findet dort Carmen vor, die versucht, in das Haus einzudringen. Marlowe und Carmen suchen gemeinsam nach den Fotos. Carmen erwähnt auch, dass sie sich an nichts erinnern kann, was in der vorangegangenen Nacht passiert ist. Plötzlich taucht Eddie Mars auf – er behauptet, Geigers Vermieter zu sein und ihn zu suchen. Mars möchte auch wissen, warum Marlowe vor Ort ist.
Kurz danach sucht Marlowe Brody in seinem Zuhause auf und trifft dort auch auf Agnes. Er macht ihnen klar, dass er weiß, dass sie die illegale Leihbücherei übernehmen, und vermutet auch, dass sie Carmen mit den Nacktfotos erpressen. Wenig später dringt Carmen gewaltsam in die Wohnung ein und verlangt nach den Fotos. Marlowe gelingt es, ihr die Waffe zu entwinden, und bringt sie dazu, die Wohnung wieder zu verlassen. Marlowe befragt Brody weiter und kennt damit die Abläufe. Geiger erpresste Carmen. Der Chauffeur, der Carmen heimlich liebte, brachte daraufhin Geiger um und nahm die Fotoplatte an sich. Brody, der Geigers Haus überwachte, verfolgte den Fahrer, stahl die Fotoplatten, schlug den Chauffeur nieder und schob den Wagen möglicherweise vom Hafenpier, wobei der bewusstlose Chauffeur ertrank. Plötzlich klingelt es an der Tür. Brody, der die Tür öffnet, wird erschossen. Marlowe verfolgt den Täter, der sich, als Marlowe ihn stellt, als Geigers Liebhaber herausstellt. Er hat Brody deshalb erschossen, weil er ihn für den Mörder Geigers hält. Er war auch derjenige, der Geigers Leiche versteckte, um ausreichend Zeit zu haben, seinen persönlichen Besitz aus dem Haus zu räumen.
Der Fall scheint gelöst, aber Marlowe denkt immer noch über Regans Verschwinden nach. Die Polizei ist überzeugt davon, dass er einfach nur mit Mona Mars durchgebrannt ist, denn diese ist gleichfalls verschwunden. Die Polizei ist außerdem davon überzeugt, dass Eddie Mars nicht einen Mord begehen würde, bei dem er so offensichtlich der Verdächtige sei. Mars lädt Marlowe in sein Kasino ein, wo er sich gänzlich unbeeindruckt von möglichen Verdächtigungen zeigt. Vivian ist ebenfalls im Kasino anwesend und Marlowe bemerkt, dass es eine engere Verbindung zwischen Mars und ihr zu geben scheint. Marlowe fährt Vivian nach Hause und sie versucht ihn zu verführen; er lehnt ihre Annäherungsversuche jedoch ab. Als er nach Hause kommt, findet er die nackte Carmen in seinem Bett vor. Auch ihren Annäherungsversuchen widersteht er.
Ein Mann namens Harry Jones, der Agnes’ neuer Lebensgefährte ist, nimmt Kontakt zu Marlowe auf und bietet ihm an, ihm gegen Geld den Ort zu verraten, an dem sich Mona Mars versteckt hält. Marlowe plant, ihn später zu treffen. Marsʼ Handlanger Canino scheint jedoch Jonesʼ und Agnesʼ Intentionen zu erraten und tötet Jones, noch bevor dieser die Chance hat, mit Marlowe zu sprechen. Marlowe gelingt es, Agnes noch vor Canino zu finden, und erhält die Informationen von ihr. Mona Mars hält sich in einer Autowerkstatt in Realito versteckt, aber als Marlowe sie aufsucht, wird er von Canino abgefangen, der ihn niederschlägt. Als Marlowe wieder aufwacht, ist er gefesselt und Mona Mars sitzt bei ihm. Mona Mars erzählt Marlowe, dass sie Regan seit Monaten nicht mehr gesehen hat. Sie habe sich nur versteckt, um ihrem Mann zu helfen, und besteht darauf, dass er Regan nicht umgebracht habe. Mona Mars löst Marlowes Fesseln, und er tötet Canino.
Am nächsten Tag sucht Marlowe ein letztes Mal den schwerkranken General Sternwood auf, der immer noch über Regans Verschwinden rätselt. Auf dem Weg aus dem Haus sieht Marlowe Carmen und nutzt die Gelegenheit, ihr die kleine Pistole zurückzubringen, die er ihr in Brodys Wohnung entwunden hat. Er bietet Carmen an, ihr Schießunterricht zu geben. Um unbeobachtet zu bleiben, suchen sie ein abgelegenes Ölfeld in der Nähe von General Sternwoods Haus auf. Dort versucht Carmen Marlowe zu töten, doch er hat die Pistole mit Schreckschusspatronen geladen. Marlowe bringt Carmen ins Haus zurück und erzählt Vivian dort, dass er jetzt weiß, wieso Regan verschwunden ist. Carmen hatte versucht, Rusty zu verführen, und so wie Marlowe hatte auch er ihre Annäherungsversuche abgelehnt. Carmen hat daraufhin Regan erschossen. Eddie hat Vivian geholfen, den Mord ihrer Schwester zu vertuschen, indem er die Geschichte in Umlauf brachte, dass seine Frau mit Regan durchgebrannt sei. Danach beginnt Mars Vivian zu erpressen. Marlowe stellt Vivian ein Ultimatum, die sich für ihre Vertuschung damit rechtfertigt, dass sie ihren sterbenskranken Vater schonen wollte, und verspricht ihm, ihre Schwester bald in eine psychiatrische Anstalt einzuliefern.

## Figuren
- Philip Marlowe zählt zu den sogenannten „hardboiled“ Privatdetektiven, einer Figur des angloamerikanisch geprägten Kriminalromans, die eine illusionslose bis zynische Sicht auf die Welt hat und wenig Rücksicht auf geltende Gesetzesformen nimmt. Er macht von der Schusswaffe Gebrauch und lebt in latentem Konflikt mit der Polizei. Letzteres nicht zuletzt deshalb, weil er früher Assistent des Bezirksstaatsanwalts (District Attorney) war, der ihm Insubordination vorwarf.
- General Sternwood ist der Auftraggeber von Philip Marlowe. Nach einem Reitunfall ist er auf den Rollstuhl angewiesen. Schwerkrank und gezeichnet wird er offenbar nicht mehr lange leben. Er hat zwei Töchter, die mit Rusty Regan verheiratete Vivian und Carmen.
- Rusty Regan ist der vermisste Schwiegersohn von General Sternwood. Zwischen dem General und seinem Schwiegersohn bestand ein enges Verhältnis. Regan hat in Irland aufständische Truppen der IRA angeführt, kam danach in die USA und hat ein nicht immer gesetzestreues Leben geführt.
- Vivian Regan ist Regans Ehefrau und älteste Tochter von General Sternwood. Die Ehe mit Regan war bereits nach kurzer Zeit nicht glücklich. Sie scheint kaum davon verletzt zu sein, dass Regan sie verlassen hat. Vivian versucht vergeblich, Marlowe zu verführen; sie ist eine Spielerin, die häufig in dem Casino von Eddie Mars verkehrt und mit ihm offensichtlich auf gutem Fuß steht.
- Carmen Sternwood ist die jüngere Tochter von General Sternwood, die ein ungezügeltes Leben führt. Ihr Verhalten deutet auf ein Drogen- und ein psychisches Problem hin. Die von ihr gemachten Nacktaufnahmen führen zu einem weiteren Erpressungsversuch.
- Arthur Geiger wird zu Beginn der Romanhandlung ermordet, als er Nacktaufnahmen von Carmen Sternwood macht. Er betreibt in Los Angeles scheinbar ein Antiquariat, bei dem es sich jedoch in Wirklichkeit um eine Leihbücherei handelt, die Bücher pornographischen Inhalts verleiht.
- Eddie Mars ist ein Spielcasinobetreiber in Los Angeles, dessen Frau Mona möglicherweise mit Regan durchgebrannt ist. Zu seinen Handlangern gehört unter anderem auch Canino.
- Canino ist ein Handlanger von Eddie Mars, der skrupellos tötet. Er ist für den Mord an Harry Jones verantwortlich.
- Harry Jones ist ein Kleinkrimineller, der bereit ist, gegen Geld den Aufenthaltsort von Mona Mars zu verraten. Dies kostet ihn das Leben. Marlowe ist Zeuge des Mordes, kann jedoch nicht mehr eingreifen.
- Mona Mars ist die Ehefrau des Spielcasinobetreibers Eddie Mars und angeblich seit Wochen verschwunden, weil sie mit Rusty Regan durchgebrannt sein soll. In Wirklichkeit hat sie sich auf Bitten ihres Mannes versteckt, damit eine plausible Geschichte konstruiert werden kann, die das Verschwinden von Rusty Regan erklärt. Mona löst die Fesseln des von Canino niedergeschlagenen Marlowe, weil sie nicht Handlanger eines weiteren Mordes sein will. Marlowe ist dadurch in der Lage, Canino eine Falle zu stellen und ihn zu töten.

## Entstehung
Chandler schrieb Der große Schlaf, indem er – wie bei den meisten seiner Romane – seine zuvor publizierten Kurzgeschichten kannibalisierte.
Chandler nutzte dabei Geschichten, die er zuvor in dem Pulp-Magazin Black Mask veröffentlicht hatte, und überarbeitete sie so, dass sie eine kohärente Geschichte ergaben. Die zwei wichtigsten Geschichten, die Chandler für Der große Schlaf verarbeitete, sind Killer in the Rain (erschienen 1935) und The Curtain (veröffentlicht 1936). Die beiden Geschichten bauen nicht aufeinander auf und weisen auch keine gemeinsamen Figuren auf. Sie haben jedoch gemeinsame Charakteristiken, die es logisch erscheinen ließen, sie miteinander zu kombinieren: In beiden Geschichten gab es einen einflussreichen Vater, der über seine ungebärdige Tochter beunruhigt war. Chandler verschmolz die beiden Väter in eine neue Figur und machte dasselbe für die zwei Töchter. Dies führte zu den Figuren des General Sternwood und seiner ungebärdigen, drogenabhängigen und offensichtlich psychotischen Tochter Carmen. Chandler übernahm auch Elemente aus zwei anderen seiner Kurzgeschichten: Finger Man und Mandarinʼs Jade.

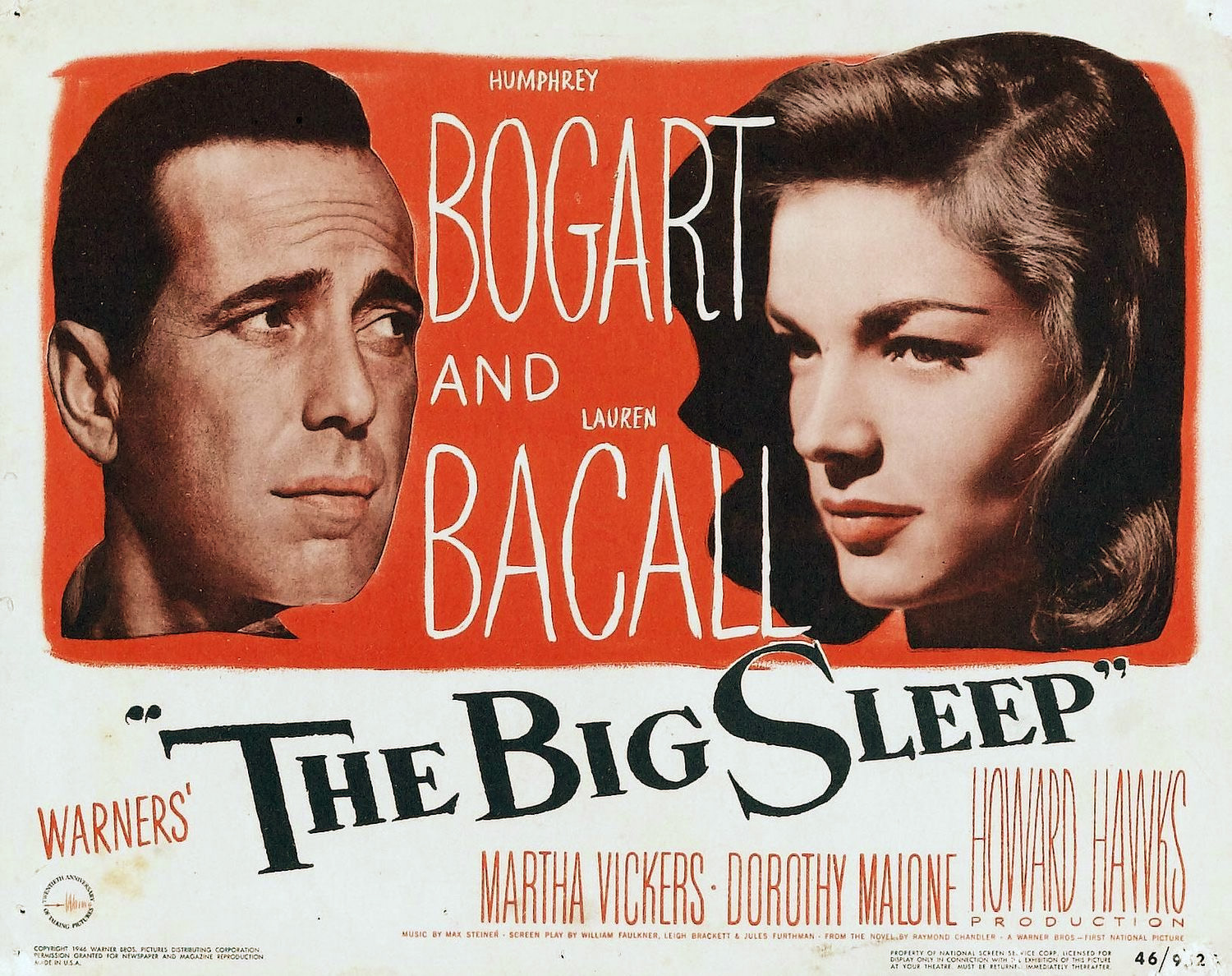
Tote schlafen fest (Filmplakat von 1946)

Die Verarbeitung unterschiedlicher Kurzgeschichten führte bei Chandler mehrfach zu Romanhandlungen, in denen nicht alle Fragen geklärt sind. Im Fall von Der große Schlaf bleibt letztlich ungeklärt, wer eigentlich den Chauffeur ermordet hat. Als Howard Hawks 1946 Tote schlafen fest verfilmte, war das Drehbuchteam nicht in der Lage, darauf die Antwort zu finden. Hawks kontaktierte Chandler und Chandler antwortete ihm, dass auch er keine Ahnung habe. Für Chandler war die Handlung nahezu nebensächlich. Was für ihn im Vordergrund stand, waren die Atmosphäre und Figuren, die in einer glaubwürdigen Weise agierten.

## Erzählweise

### Neuer Realismus
Auch wenn der hardboiled detective als Einzelkämpfer keine Perspektive der Überwindung der gesellschaftlichen Strukturen anbieten kann und am Ende resignieren muss, ist die Beschreibung bisheriger Tabus von Vertuschung, Drohung, Erpressung, Korruption und Folter ein großer Schritt der Überwindung der Whodunit-Detektivgeschichten in Richtung Realismus in der Kriminalliteratur. Dieser Zugewinn zeigt sich auch in Chandlers Sprache als ein Realismus der Dinge: Der Detektiv geht mit seinem „zoomenden Blick“ extrem nah heran, scannt die Umgebung und die sich in ihr bewegenden Körperteile bis auf den Schimmer eines Fingernagels. Da finden Erwähnung „eine geflieste Freitreppe“, ein „schmiedeeisernes Geländer“, ein „geklinkerter Weg“, ein „gemaserter Holzrahmen“, der Luxus eines „Teeservices aus Sèvres“ und bestimmter Automarken. In dieser Dingwelt offenbare sich die Epoche des Wachstums der Industriegesellschaft nach dem Ersten Weltkrieg und vor ihrer Entwicklung zur Dienstleistungsgesellschaft. Dem Gewinn an Genauigkeit durch diesen Millimeterrealismus der Dinge, der Materialien, Marken und Körperteile entspricht aber keine Transparenz der kriminellen Zusammenhänge.

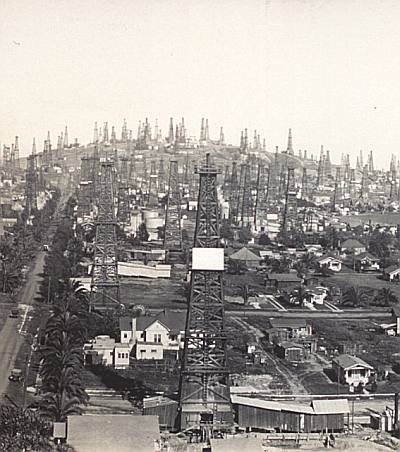
Öl ist die Quelle des Reichtums und des Einflusses der Familie Sternwood. Hier die Erdölförderung auf dem Signal Hill in der Nachbarschaft von Los Angeles über einem der damals großen Erdölfelder der Welt. (Foto von 1923.)

### Kleine Morde, große Verbrechen
Betrachtet man das ganze Bild der Verbrechen, fällt auf, dass es eine Ebene der berichteten kleinen Verbrechen  und eine der nur angedeuteten großen Kriminalität gibt: Drei der vier Erschossenen (Geiger, Brody und Regan) verlieren ihr Leben aufgrund von Eifersucht und persönlicher Kränkung und ein vierter Tod, Canino, wird durch Marlowes Entscheidung für die zur Aufklärung nicht erforderliche Konfrontation im Shootout verursacht. In diesen vier Fällen sind die privaten Motive das Entscheidende – trotz der Zeiterfahrung des organisierten Verbrechens, der Prohibition und der Verwerfungen der Weltwirtschaftskrise  seit 1929. Jenseits der kleinen Gewaltverbrechen, der Affekt-Morde, gibt es im institutionellen Getriebe aller Städte eine Ebene der white-collar-crimes, beispielsweise die schwarzen Ölsümpfe rund um die Förderanlagen der Familie Sternwood, und die Ebene des organisierten Verbrechens, beispielsweise rund um Eddie Marsʼ Spielcasino. Diese größeren Zusammenhänge erwähnt der Ich-Erzähler zwar ein Dutzend Mal en passant mit der Korruption der Polizei und ihrer Vertuschung durch Behörden und Medien. Aber die großen Verbrechen spielen für die Verursachung der kleinen Verbrechen keine Rolle, werden nicht mit ihnen verbunden, werden von Chandler nicht beschrieben, obgleich er eine Gesellschaft schildert, die „durch und durch korrupt“ ist und in der die Korruption in „jeder Großstadt wie Sand am Meer“ vorkommt.
Der Roman nähert sich dieser Ebene des organisierten Verbrechens somit nur auf große Distanz, die noch einmal durch einen nationalen Rahmen vergrößert wird: Nach F. R. Jameson ist Chandlers Amerikabild das eines Doppelsystems zweier Welten, einerseits einer korrupten lokalen Politik mit ihren alles dominierenden Profitinteressen, andererseits einer glanzvollen nationalen Politik mit charismatischen Führungsfiguren, die sich an der Verfassung und an ethischen Standards orientieren. „Die Handlung von Chandlers Büchern spielt innerhalb des Mikrokosmos, in der Dunkelheit einer lokalen Welt [...], gleichsam in einer Welt ohne Gott“, deren Defizite von den Errungenschaften der Nation überstrahlt werden. Obgleich dieses nur undeutlich skizzierte große Verbrechen oberhalb der kleinen Morde mit an den Hebeln der korrumpierten lokalen Macht sitzt, kann es die Großartigkeit der Nation nicht schmälern: Dass man die Großen fängt, ist überall unwahrscheinlich, „egal, wo in diesen großen grünen, wunderschönen Vereinigten Staaten“, sagt Captain Gregory zu Marlowe.

### Mord als Schicksal

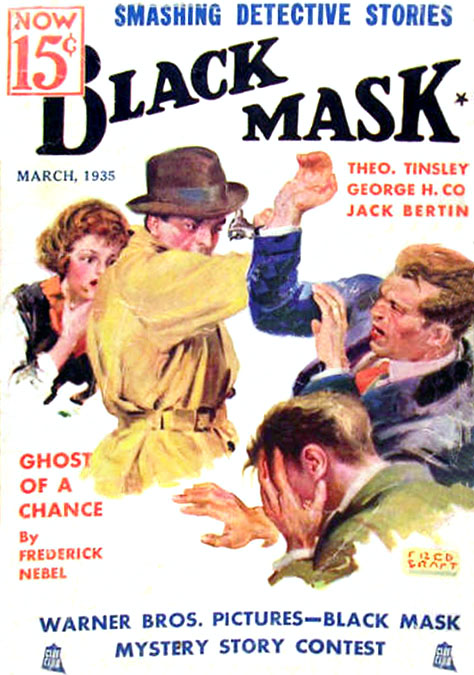
Cover der Krimigeschichten-Reihe Black Mask vom März 1935: Kriminalität als Jedermannsbedrohung im Alltag

Der gewaltsame Tod ist die größtmögliche individuelle Katastrophe und der Fokus aller Kriminalerzählungen, der die Anstrengungen zur Wiederherstellung der gewohnten Ordnung auslöst. Betrachtet man den Moment der Morde in Der große Schlaf genauer, fällt auf, dass die Opfer Geiger, Brody und Regan von impulsiven Tätern überrascht werden, der Mord an Harry Jones für den Mörder kaum einen Vorteil bringt und der Mörder des Chauffeurs der Familie Sternwood, Owen Taylor, nicht einmal dem Autor (!) bekannt war. Diese Morde erscheinen Jameson ihrem „ganzen Wesen nach zufällig und bedeutungslos“, die Textur der Verbrechen führe zu einer „Demystifikation des gewaltsamen Todes“. Ermordet zu werden werde zu einem alltäglichen, „geheimen Schicksal“, das zwar erlebt, aber kaum in seiner Kausalität verstanden werden könne, da „alle von dem Gefühl verfolgt [werden], dass das Zentrum der Dinge, des Lebens, der Kontrolle jenseits von unmittelbar erlebten Erfahrungen liegt.“ Die Individuen haben die Kontrolle über ihre Situation verloren und ihre Opferrolle ist den Strukturen einbeschrieben, in denen sie leben müssen. Daher urteilte U. Suerbaum, dass auch die hardboiled novels sich vom Realismus entfernt hätten und eine „imaginäre Spielwelt“, eine „eigenartige Großstadtpastorale“ schilderten, ein Schäferspiel, in dem der einsame Detektiv vermeintlich erfolgreich die Schafe gegen hungrige Wölfe verteidigt. Von diesem Standpunkt aus ist auch dieses realistischere Genre nur ein Detektivtheater, das keine Aufklärung über soziale Strukturen, sondern nur Unterhaltung bietet.

### Hardboiled detective
Chandler holte nach vielen Heftchenromanen erst 1939 „den ‚hardboiled detective’, den hartgesottenen Ermittler, aus der Groschenroman-Nische der 20er Jahre und etablierte das Genre als eigene Sparte der US-Literatur.“ Dieser „harte Detektiv“ ist ein Topos aus Marlowes Selbstbild: „‘Harter Bursche, heute Abend?‘, sagte Eddie Mars‘ Stimme. ‚Groß, schnell, hart und stachlig. Was kann ich für Sie tun?‘“, beschreibt Marlowe seine Bereitschaft zur Action. Er gibt sich in den Dialogen schlagfertig, parodierend, mit maßlosen Vergleichen, respektlos auch gegenüber Kriminellen und mit sexuellen Anspielungen betont maskulin konnotiert. In seiner Ausdauer der Mordrätsellösung, in seiner Bedrohungsgelassenheit, in der Verbrecherbeschimpfung und in provozierten Zweikämpfen spielt er seine Härte aus: So werden Marlowe und Carol Lundgren, der Mörder von Brody, „ein groteskes, keuchendes Doppelwesen im milchigen Monddunst.“
Mit dieser selbstgerechten Verhaltenswahl, dieser nicht nur körperlichen Nähe zu den Kriminellen überschreitet Marlowe bisweilen seine moralischen Prinzipien: „Und ich war jetzt ein Teil von all dem Üblen“, wie er sich am Ende eingesteht. In einer chaotischen Welt wird der hardboiled detective mit seiner Coolness ein Rollenmodell des Überlebens: Zahlreiche Autoren „rühmen Sound und Atmosphäre seiner Romane. [...] Der coole Witz als Erkennungsmerkmal des Marlowe-Tons passt bestens zum ‚Hardboiled-Topos‘.“
Der als Einzelkämpfer auftretende Marlowe, der mit den Opfern fühlt und sich mit den Tätern konfrontiert, handelt weder in einer auktorialen noch einer personalen Erzählsituation, sondern in der Rolle des Ich-Erzählers: damit ist er von vornherein beschränkt auf die von ihm erlebten Situationen. In der „scharfe[n] Perspektivierung des Erzählten“ blendet der Fokus dieser beeindruckenden narzisstischen Figur fast zwingend die komplexen Strukturen und Strategien der organisierten und der White-collar-Kriminalität aus der Erzählung aus. Trotz dieser perspektivischen Einschränkung gehörte das Genre der hardboiled novels von den 1930er bis in die 1960er Jahre zur Avantgarde der Kriminalliteratur, die sich danach weiterentwickelte: Wie viel „realistischer“, kritischer, aufklärender sich das Genre in den vergangenen Jahrzehnten zwischen 1939, dem Erscheinungsjahr von Der große Schlaf, und 2022 geworden ist, zeigt beispielsweise der Roman Feinde von John Grisham, der in einer auktorialen und personalen  Erzählsituation, in wechselnden Perspektiven, den sozialgeschichtlichen Hintergrund des organisierten Verbrechens und seine Methoden im US-Bundesstaat Mississippi von den 1950er Jahren bis in den Beginn der 1970er Jahre erzählt, bevor sich die Handlung zu einem Justizthriller entwickelt.

## Ausgaben
- The Big Sleep, 1939
  - Der tiefe Schlaf, 1950: Übersetzt von Mary Brand, erschienen im Nest Verlag, Nürnberg
  - Der große Schlaf, 1974: Übersetzt von Gunar Ortlepp, erschienen im Diogenes-Verlag, Zürich
  - Der große Schlaf, 2013: Übersetzt von Gunar Ortlepp, illustriert von Thomas M. Müller, Edition Büchergilde, Frankfurt am Main
  - Der große Schlaf. Roman. Aus dem Amerikanischen von Frank Heibert. Mit einem Nachwort von Donna Leon, Zürich: Diogenes 2019, ISBN 978-3-257-24629-2

## Einzelbelege
1. ↑  F. MacShane: The life of Raymond Chandler. 1st ed. E.P. Dutton, New York 1976, ISBN 0-525-14552-4, S. 67.
2. ↑  F. MacShane: The life of Raymond Chandler. 1st ed. E.P. Dutton, New York 1976, ISBN 0-525-14552-4, S. 68.
3. ↑  T. Hiney, F. MacShane: "The Raymond Chandler Papers", Letter to Jamie Hamilton, 21. März 1949, S. 105, Atlantic Monthly Press, 2000.
4. ↑  Peter Nusser: Aufklärung durch den Kriminalroman, in: Jochen Vogt (Hrsg.): Der Kriminalroman: Poetik, Theorie. Geschichte, München, S. 486.
5. ↑  Frank Heibert: Sound und Echo einer literarischen Ikone, Nachwort in: Raymond Chandler: Der große Schlaf. Roman.Aus dem Amerikanischen von Frank Heibert. Mit einem Nachwort von Donna Leon, Zürich: Diogenes 2019, S. 285.
6. ↑  Raymond Chandler: Der große Schlaf. Roman. Aus dem Amerikanischen von Frank Heibert. Mit einem Nachwort von Donna Leon, Zürich: Diogenes 2019, S. 163.
7. ↑  Seit 1756 beherbergt Sèvres die 1739 im Schloss Vincennes gegründete Manufacture royale de porcelaine de Sèvres und erzeugte neben der Porzellanmanufaktur Meißen im 18. Jahrhundert die kostbarsten europäischen Porzellane.
8. ↑  Fredric R. Jameson: Über Raymond Chandler, in: Jochen Vogt (Hrsg.): Der Kriminalroman: Poetik, Theorie. Geschichte, München, S. 387 ff.
9. ↑  Donna Leon: Ein dunkles Verbrechen. Nachwort, in: Raymond Chandler: Der große Schlaf. Roman. Aus dem Amerikanischen von Frank Heibert. Mit einem Nachwort von Donna Leon, Zürich: Diogenes 2019, S. 290.
10. ↑  Raymond Chandler: Der große Schlaf. Roman. Aus dem Amerikanischen von Frank Heibert. Mit einem Nachwort von Donna Leon, Zürich: Diogenes 2019, S. 141.
11. ↑  Fredric R. Jameson: Über Raymond Chandler, in: Jochen Vogt (Hrsg.): Der Kriminalroman: Poetik, Theorie. Geschichte, München, S. 384.
12. ↑  Raymond Chandler: Der große Schlaf. Roman. Aus dem Amerikanischen von Frank Heibert. Mit einem Nachwort von Donna Leon, Zürich: Diogenes 2019, S. 250.
13. ↑  „Mord muss es sein, als affektive Belohnung für eine im Endeffekt langweilige und bedrückende Sache, die Wiederherstellung der gewohnten Ordnung. [...] Alle Krimis beginnen daher mit einem Mord, weil diese größte aller Unordnungen die Ordnungsbemühungen in Gang setzt, bei denen der Leser mit dem Detektiv einen ‚überlegenen Vormund‘ bekommt, eine ‚Personifikation der Ratio und eines wissenschaftlichen Positivismus‘.“ Dieter Wellershoff: Vorübergehende Entwirklichung. Zur Theorie des Kriminalromans, in: Jochen Vogt (Hrsg.): Der Kriminalroman: Poetik, Theorie. Geschichte, München: UTB 1998, S. 504, 506.
14. ↑  Fredric R. Jameson: Über Raymond Chandler, in: Jochen Vogt (Hrsg.): Der Kriminalroman: Poetik, Theorie. Geschichte, München: UTB 1998, S. 380 f., 396.
15. ↑  Ulrich Suerbaum: Der gefesselte Detektivroman. Ein gattungstheoretischer Versuch, in: Jochen Vogt (Hrsg.): Der Kriminalroman: Poetik, Theorie. Geschichte, München: UTB 1998, S. 95.
16. ↑  Frank Heibert: Sound und Echo einer literarischen Ikone, Nachwort in: Raymond Chandler: Der große Schlaf. Roman.Aus dem Amerikanischen von Frank Heibert. Mit einem Nachwort von Donna Leon, Zürich: Diogenes 2019, 283 f.
17. ↑  Raymond Chandler: Der große Schlaf. Roman. Aus dem Amerikanischen von Frank Heibert. Mit einem Nachwort von Donna Leon, Zürich: Diogenes 2019, S. 145.
18. ↑  Raymond Chandler: Der große Schlaf. Roman. Aus dem Amerikanischen von Frank Heibert. Mit einem Nachwort von Donna Leon, Zürich: Diogenes 2019, S. 125.
19. ↑  Raymond Chandler: Der große Schlaf. Roman. Aus dem Amerikanischen von Frank Heibert. Mit einem Nachwort von Donna Leon, Zürich: Diogenes 2019, S. 281.
20. ↑  Frank Heibert: Sound und Echo einer literarischen Ikone, Nachwort in: Raymond Chandler: Der große Schlaf. Roman.Aus dem Amerikanischen von Frank Heibert. Mit einem Nachwort von Donna Leon, Zürich: Diogenes 2019, S. 283, 286 f.
21. ↑  „Die Persönlichkeit des Erzählers, sein Standpunkt in der dargestellten Welt, seine Haltung zu den erzählten Begebenheiten werden damit Gegenstand der Erzählungen. [Es ist] die scharfe Perspektivierung des Erzählten, welche durch die Ich-Erzählsituation gefördert wird. Die genauere raum-zeitliche Fixierung des Erzählers in der dargestellten Wirklichkeit lässt die Konturen des Erzählten schärfer werden. Hinzu kommt, dass die Individualität oder Typik der Persönlichkeit des Erzählers ein eigentümliches Licht auf die betrachtete Szene wirft.“ (Franz K. Stanzel: Typische Formen des Romans, 12. Aufl., Vandenhoeck& Ruprecht, Göttingen 1993 (1. Aufl. 1964), S. 30 f. ISBN 3-525-33464-8)
22. ↑  John Grisham: Feinde. Roman. Aus dem amerikanischen Englisch von Bea Reiter und Imke Walsh-Araya, München: Heyne 2024 (The Boys from Biloxi, USA 2022) ISBN 978-3-453-44207-8